# 古斯塔夫·布瓦索纳德

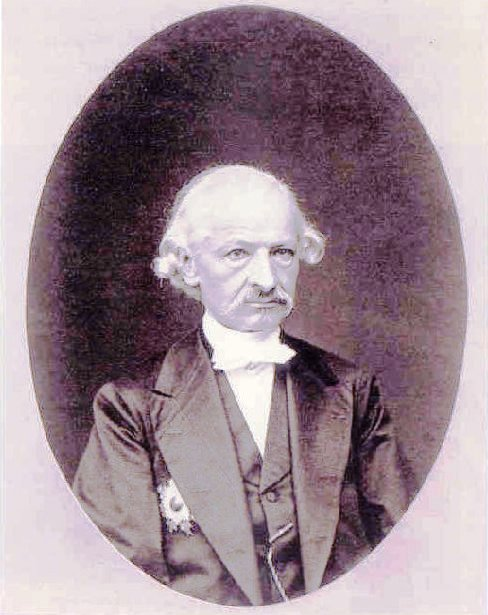
古斯塔夫·布瓦索纳德

古斯塔夫·布瓦索纳德（Gustave Émile Boissonade de Fontarabie，1825年6月7日 - 1910年6月27日）是一位法国法学家，曾參與起草明治時代日本的民法典。

## 生平
古斯塔夫·布瓦索纳德生于万塞讷，1853年获得巴黎大学法学博士学位。他曾在巴黎大学教授法律课程至1864年，并在格勒诺布尔-阿尔卑斯大学担任法学助理教授至1867年。
1873年，他为一些來到巴黎的日本游客讲授宪法和刑法。之後收到法務省的邀请前往日本协助起草日本法律並和外國重新谈判不平等条约。
1873年到1895年期間，布瓦索纳德一直在日本生活定居。他与梅謙次郎和穂積陳重合作起草日本刑法和私法。1875年，他出任元老院的顾问。1876年，他被授予二级旭日章。1895年，他回到法国。